# 上海市城市建设档案馆
上海市城市建设档案馆位于上海市长宁区宋园路10号，占地面积8.72亩，1987年成立，属上海市规划和自然资源局。目前设有：行业管理科、档案管理室、办公室、档案整理编制科、信息技术室、编研室、声像室、后勤管理科。
2017年起馆长为王玲慧。

## 历史
2002年起，参与录制《上海建筑百年》纪录片。2017年为止，收藏了95万余卷档案，建国前档案约4万余卷，包括租界、民国时期建筑档案。2019年达到100余万卷档案。

## 参看
- 上海市档案局